# Stipa argentinensis
Stipa argentinensis là một loài thực vật có hoa trong họ Hòa thảo. Loài này được Speg. miêu tả khoa học đầu tiên năm 1925.